# Phaenocarpa disjuncta
Phaenocarpa disjuncta är en stekelart som beskrevs av Fischer 1974. Phaenocarpa disjuncta ingår i släktet Phaenocarpa och familjen bracksteklar. Inga underarter finns listade i Catalogue of Life.